# Talpig fegyverben
A Talpig fegyverben (eredeti cím: Guns Akimbo) 2019-ben bemutatott, brit-új-zélandi akció-filmvígjáték, melyet Jason Lei Howden írt és rendezett. A főszereplők Daniel Radcliffe, Samara Weaving, Natasha Liu Bordizzo, Ned Dennehy, Grant Bowler, Edwin Wright és Rhys Darby.
A film világpremierjét a Torontói Nemzetközi Filmfesztiválon tartották 2019. szeptember 9-én. A film Új-Zélandon 2020. március 5-én jelent meg a Madman Entertainment által. Magyarországon szintén március 5-én került mozikba szinkronizálva, az ADS Service forgalmazásában.
A film címe az akimbóra hivatkozik, ami olyan harci technika, amelyben két fegyvert használnak, mindegyik kézben egyet tartva.

## Cselekmény
A programozó Miles-t rendszeresen terrorizálja a főnöke. Miles frusztráltan és dühösen sértegeti a SKIZM nevű bűnügyi streaming szolgáltatás online nézőit, ahol valódi bűnöző harcosok illegális gladiátorcsatákban küzdhetnek életre-halálra. Riktor, a szervezet vezetője rajtaüt Miles lakásán, GPS-nyomkövetőt ültet belé, és két pisztolyt csavaroztat a kezére. Miles-t ezután Nix, az aktuális sztárharcos célpontjául választja ki.
Nix a lakásában találkozik a levert Miles-szal. Menekülése során Miles véletlenül összetalálkozik egykori barátnőjével, a képregényművész Novával. Nova segítségével végül megszökik, de a nő pánikszerűen kidobja a kocsiból, amikor meglátja a fegyvereket. Míg Miles eleinte egy régi ruhákból álló konténerben rejtőzik, a folyam nézői egyre többen lesznek. Közben Nova megtudja Degraves és Stanton rendőröktől, hogy Miles a SKIZM egyik résztvevője. Miközben Miles a társától és munkatársától, Hadley-től kér segítséget, egy második párbajra kerül sor Nixszel. Milesnak csak véletlenül sikerül megmenekülnie. Miközben Miles telefonon beszél Novával, Riktor elrabolja őt. A gengszter arra kéri Milest, menekülés helyett harcoljon. Miles most megpróbál megszabadulni Nix-től egy roncstelepre csalva, hogy aztán átadja a rendőrségnek. Eközben véletlenül belekeveredik két bűnbanda közötti drogügyletbe. Le akarják lőni a kellemetlenkedő tanút, amikor hirtelen megjelenik Nix, és magának követeli Miles megölését. A legtöbb gengsztert egy Gatling pisztollyal lövi le. Milesnak is önvédelemből kell megölnie az első embert. Amikor a rendőrség megjelenik a helyszínen, az utolsó túlélők elmenekülnek, Miles-t pedig letartóztatják.
Stanton és Degraves azt tervezik, hogy Miles-t csalinak használják Nix ellen. Degraves elmondja Milesnak, Nix a lánya, és az egyetlen túlélője annak a rajtaütésnek, amelyet Riktor a családja ellen intézett. A bűnöző bosszútól tartva a biztos halál reményében küldte őt a megrendezett harcokba. Meglepő módon Stantonról kiderül, hogy áruló, aki lelövi kollégáját, és Milesnak ultimátumot ad: 30 percet kap, hogy szembenézzen Nixszel a végső csatában, mielőtt Nova meghal. Riktor az ultimátumot azzal támasztja alá, hogy Miles szeme láttára lövi le Hadley-t. A titok ismeretében Miles párbeszédet keres ellenfelével. A látszólagos leszámolás során nyilvánvalóan lelövi a programozót, és a közönség győztesként ünnepli. A két egykori ellenfél ezután együtt megrohamozza a SKIZM főhadiszállását. A túlerő elleni győzelem érdekében Nix feláldozza az életét azzal, hogy felrobbantja magát.

## Szereplők
| Szerep           | Színész              | Magyar hang         |
| ---------------- | -------------------- | ------------------- |
| Miles Lee Harris | Daniel Radcliffe     | Gacsal Ádám         |
| Nix Degraves     | Samara Weaving       | Gáspár Kata         |
| Riktor           | Ned Dennehy          | Epres Attila        |
| Nova Alexander   | Natasha Liu Bordizzo | Bogdányi Titanilla  |
| Degraves         | Grant Bowler         | Kőszegi Ákos        |
| Stanton          | Edwin Wright         | Törköly Levente     |
| Glenjamin        | Rhys Darby           | Petridisz Hrisztosz |
| Dane             | Mark Rowley          | ?                   |
| Clive            | Colin Moy            | ?                   |
| Ruby             | Hanako Footman       | ?                   |
| Pöcsfej          | Set Sjöstrand        | ?                   |
| CNN hírolvasó    | J. David Hinze       | ?                   |
| Shadwell         | Jack Riddiford       | ?                   |

## Produkció

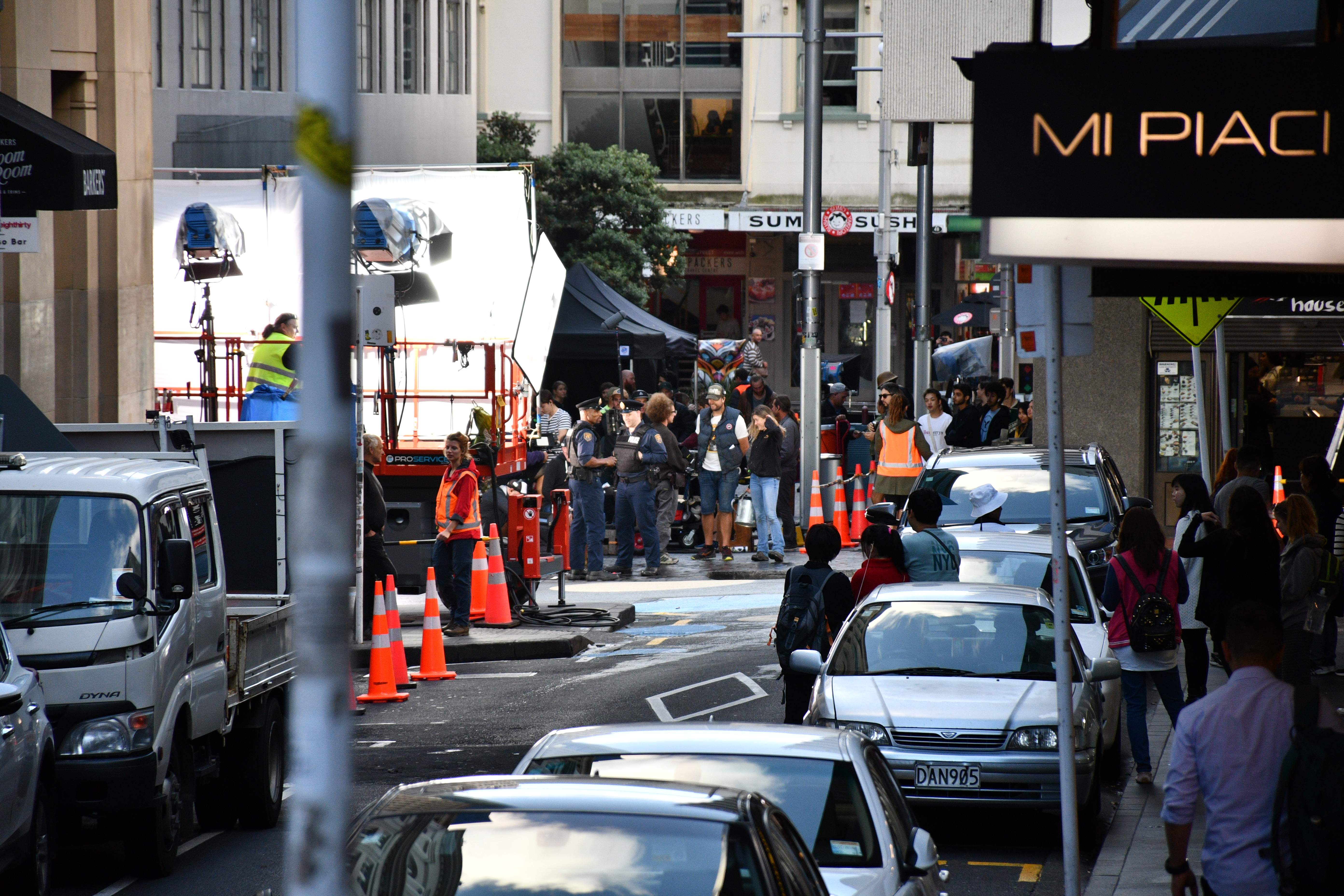
A Talpig fegyverben forgatása a Jean Batten Place-nél.

2017. május 12-én bejelentették, hogy Daniel Radcliffe lesz a Talpig fegyverben főszereplője, amelynek rendezője az új-zélandi Jason Lei Howden, akinek korábbi projektjei közé tartozik a kultikus klasszikus film, a Halál metál című horror-vígjáték. Felipe Marino és Joe Neurauter bejelentette, hogy a filmet az Occupant Entertainment útján készítik. 2018. május 8-án Natasha Liu Bordizzo csatlakozott Radcliffe mellé, mint női főszereplő.

## Megjelenés
A film világpremierét a Torontói Nemzetközi Filmfesztiválon tartották 2019. szeptember 9-én. A film 2019. szeptember 19-én a Fantastic Fesztiválon is vetítésre került. Röviddel ezután a Saban Films megszerezte az USA filmforgalmazási jogát. A tervek szerint 2020. február 28-án jelenik meg az Amerikai Egyesült Államokban és 2020. március 5-én Új-Zélandon.